# マグダレナ・フォシュベリ
マグダレナ・フォシュベリ（Magdalena "Magda" Forsberg、1967年7月25日 - ）は、スウェーデン、ヴェステルノールランド県クラームフォシュ市Ullånger出身の元クロスカントリースキー、バイアスロン選手。
1980年代後半から1990年代前半はクロスカントリースキーで、1990年代から2000年代にかけてはバイアスロンで活躍した。
1996年に同じバイアスロン選手のヘンリック・フォシュベリと結婚した。旧姓ヴァリン。

## プロフィール
- 1987年ノルディックスキー世界選手権のリレーで銅メダル獲得に貢献、1988年にクロスカントリースキー・ワールドカップにデビュー、3月27日の10kmフリー走法で2位（自己最高位）となった。
- 1989年ノルディックスキー世界選手権では10km18位、15km17位、30km10位、リレーでは4位、1991年ノルディックスキー世界選手権リレーでは6位、1992年のアルベールビルオリンピックでは15km26位、30km34位、リレー7位となった。
- 1993年にバイアスロン競技へ転向、
- 1995年1月21日にスプリント種目でバイアスロン・ワールドカップ初勝利をあげた。
- 1996年のバイアスロン世界選手権7.5kmスプリントで銅メダルを獲得、翌1997年の世界選手権ではスプリント銅メダル、10kmパシュートと15km個人では金メダルを獲得した。1996-1997シーズンのワールドカップ総合優勝を達成した。
- 1998年長野オリンピックではバイアスロンだけでなくクロスカントリースキーにも出場（リレー8位）した。1998年バイアスロン世界選手権のパシュートでも金メダルを獲得、ワールドカップ総合2連覇を達成した。
- 1999年世界選手権ではパシュート銀、12.5kmマススタート銅メダル、1998-1999シーズンワールドカップ総合3連覇。
- 2000年世界選手権では金メダルと銅メダルを1個ずつ獲得、ワールドカップでは総合4連覇を達成。
- 2001年の世界選手権では15km個人と12.5kmマススタートで金メダル、10kmパシュートで銅メダルを獲得、ワールドカップ総合では5連覇となった。
- 2002年ソルトレイクシティオリンピックで2個の銅メダルを獲得、ワールドカップでは総合6連覇という前人未踏の記録を打ち立て、このシーズン限りで現役を引退した。ワールドカップ通算42勝。スウェーデン・ラジオ主宰によるRadiosportens Jerringpris賞を4度受賞している。
- 2006年4月、フォシュベリは4年ぶりに競技に参加、4月2日のスウェーデン選手権でアンナ＝カリン・オロフソンと組んだリレーで優勝した[1][2][3]。